# 陶陶哈佐
陶陶哈佐，是匈牙利南部巴奇-基什孔州所辖的一个村，总面积26.1平方公里，总人口1532，人口密度59人/平方公里（2002年）。地理坐标为46° 10′ 27.12″ N 19° 18′ 21.96″ E。